# 井笠鉄道矢掛線
矢掛線（やかげせん）は、かつて岡山県笠岡市の北川駅と、矢掛町の矢掛駅を結んでいた井笠鉄道の鉄道路線である。

## 路線データ
- 延長：北川 - 矢掛 5.8km
- 軌間：762mm
- 駅数：6駅（起終点駅含む）
- 複線区間：なし（全線単線）
- 電化区間：なし（全線非電化）
- 閉塞方式：票巻式

## 運行形態
おおむね朝夕40分毎、日中60分毎の間隔で運転され、車両は気動車単行、または客車1両牽引が多かった。

## 歴史
- 1911年（明治44年）7月1日 井原笠岡軽便鉄道設立[2][3]
- 1914年（大正3年）4月22日 北川 - 矢掛間免許認可[4]
- 1915年（大正4年）11月26日 井笠鉄道に社名変更
- 1921年（大正10年）10月25日 北川 - 矢掛間開業[5]
- 1928年（昭和3年）4月20日 備中小田駅開業
- 1929年（昭和4年）9月15日 瓦斯倫動力併用（北川-矢掛間）[3]
- 1967年（昭和42年）4月1日 全線廃止[1]

## 駅一覧
- 北川（きたがわ、0.0km） - 備中小田（びっちゅうおだ、1.2km） - 毎戸（まいど、2.5km） - 本堀（もとほり、3.3km） - 川面（かわも、4.6km） - 矢掛（やかげ、5.8km）

### 接続路線
- 北川駅：井笠鉄道本線